# Вулька-Замкова
Вулька-Замкова (пол. Wólka Zamkowa) — село в Польщі, у гміні Дорогичин Сім'ятицького повіту Підляського воєводства.
Населення — 100 осіб (2011).
У 1975-1998 роках село належало до Білостоцького воєводства.

## Демографія
Демографічна структура станом на 31 березня 2011 року:
|          | Загалом | Допрацездатний вік | Працездатний вік | Постпрацездатний вік |
| -------- | ------- | ------------------ | ---------------- | -------------------- |
| Чоловіки | 50      | 11                 | 33               | 6                    |
| Жінки    | 50      | 7                  | 24               | 19                   |
| Разом    | 100     | 18                 | 57               | 25                   |